# Гіліад (Небраска)
Гіліад (англ. Gilead) — селище (англ. village) в США, в окрузі Теєр штату Небраска. Населення — 30 осіб (2020).

## Географія
Гіліад розташований за координатами 40°8′46″ пн. ш. 97°24′54″ зх. д. / 40.14611° пн. ш. 97.41500° зх. д. (40.146093, -97.415052).  За даними Бюро перепису населення США в 2010 році селище мало площу 0,18 км², уся площа — суходіл.

## Демографія
Згідно з переписом 2010 року, у селищі мешкало 39 осіб у 16 домогосподарствах у складі 11 родини. Густота населення становила 218 осіб/км².  Було 24 помешкання (134/км²).
Расовий склад населення:
| - 100,0 % — білих |

До двох чи більше рас належало 0,0 %. Частка іспаномовних становила 0,0 % від усіх жителів.
За віковим діапазоном населення розподілялося таким чином: 30,8 % — особи молодші 18 років, 53,8 % — особи у віці 18—64 років, 15,4 % — особи у віці 65 років та старші. Медіана віку мешканця становила 43,5 року. На 100 осіб жіночої статі у селищі припадало 105,3 чоловіків;  на 100 жінок у віці від 18 років та старших — 107,7 чоловіків також старших 18 років.
За межею бідності перебувало 51,2 % осіб, у тому числі 78,6 % дітей у віці до 18 років та 0,0 % осіб у віці 65 років та старших.
Цивільне працевлаштоване населення становило 21 осіб. Основні галузі зайнятості: мистецтво, розваги та відпочинок — 38,1 %, освіта, охорона здоров'я та соціальна допомога — 33,3 %, оптова торгівля — 14,3 %, сільське господарство, лісництво, риболовля — 9,5 %.